# Daniel Poli
Daniel Poli es un músico y cantautor de música católica nacido en la ciudad de Buenos Aires, Argentina. Es reconocido por sus canciones Jesús te seguiré, El Dios de la vida, Yo creo en las promesas y Adorador.

## Biografía
Daniel en toda su vida vivió en un ambiente de música. Su abuelo era director de orquesta y tocaba el violín.
A los 6 años siguió clases de guitarra y música.
A los 13 años, comenzó ensayando en su casa con su primera banda y con su primera guitarra eléctrica. Siguió con esto bastante tiempo, hasta que terminó siendo solista.
Cerca de los 16 años, empieza a marcar su vida en la religión, dentro de una comunidad de la Iglesia Católica. En 1976 dio su primer concierto.
Antes de estar dedicado por completo a la música, trabajó varios años en la docencia como profesor en Filosofía y Ciencias Religiosas, lo que lo mantuvo siempre en el ambiente juvenil.

## Carrera artística
Daniel ha participado en infinidad de eventos en Argentina, además de ser invitado a presentarse en Brasil, Chile, México, Colombia, Perú, Ecuador, Guatemala y Puerto Rico.
Se presentó en el Encuentro Internacional de Jóvenes realizado en Chile, donde se realizó el Primer Encuentro Continental de Músicos, en el Multifestival David de España y en la Primera Consulta de Artistas Católicos realizada en 1996 en Roma, Italia, junto a otros nueve artistas.
El también se dedica a la Evangelización a través de la música, presentándose constantemente en Encuentros Juveniles de Pastoral, Comunidades y Escuelas católicas.
Participó junto a Martín Valverde, Luis Enrique Ascoy, Elías Paz, Sandra Salas y Eugenio Jorge, los músicos católicos más representativos de toda Latinoamérica, en una grabación que tiene como fin cantar al Espíritu Santo. Una producción del CELAM (Conferencia Episcopal de Latinoamérica).
Participó en Jornada Mundial de la Juventud 2011 en Madrid, España y en la Jornada Mundial de la Juventud 2013 celebrada en Río de Janeiro, Brasil.

## Discografía
- Yo creo en las promesas (Grandes Éxitos)
- Íntimo y Acústico (en vivo)
- Con los ojos en el cielo
- Signos de los tiempos
- Una mujer vestida de sol
- Mi lámpara encendida (Recopilación de las primeras grabaciones de Daniel Poli)
- Daniel Poli en concierto (Grabado en vivo en 1997. Daniel en guitarra y voz con el acompañamiento de Kiki Troia en el piano).
- Celebración en vivo
- Con los pies en la tierra
- Por Tu Nombre

Otras grabaciones
- Pescando en red (Grabado en vivo en Argentina, junto a Martín Valverde y Luis Enrique Ascoy)
- EnREDados “La gira" (en vivo, grabado en México)
- EnREDados Centroamérica (grabado en Honduras y en DVD)
- Juntos en Concierto (junto a Luis Enrique Ascoy)
- Lenguas de Fuego
- Navidar
- La Biblia en canciones para los chicos